# Shozo Makino
Shozo Makino (n. 15 mai 1915, Prefectura Shizuoka, Japonia – d. 12 februarie 1987) a fost un înotător ce a reprezentat Japonia, medaliat olimpic. A participat la 2 ediții ale Jocurilor Olimpice (1932, 1936) în care a câștigat o medalie de argint și o medalie de bronz.